# 浜名志松
浜名 志松（濱名 志松、はまな しまつ、1912年10月12日 - 2009年1月9日）は、日本の民俗学者、天草文化研究家、キリシタン研究家。

## 来歴
熊本県天草郡魚貫村（現・天草市魚貫町）出身。1936年より小学校・中学校教員、熊本県立本渡高等女学校（現・熊本県立天草高等学校）教諭、熊本県教育庁指導主事、天草教育研究所長、1972年天草町教育長。1959年天草文化賞、1987年信有社賞受賞、1991年熊日賞受賞、勲五等双光旭日章受章、1992年荒木精之賞受賞、1995年地域文化功労者文部大臣表彰受賞、1998年天草観光協会賞、日本観光協会九州支部長賞受賞。

## 著書
- 『天草伝説集』葦書房 1986
- 『天草の土となりて ガルニエ神父の生涯』日本基督教団出版局 1987
- 『九州キリシタン新風土記』葦書房 1989
- 『天草・霊験の神々』国書刊行会 1990

### 共編著
- 『日本の民話 天草の民話』編 未来社 1970
- 『日本の昔話 19 肥後の昔話』三原幸久、三宅忠明共編 日本放送出版協会 1977
- 『五足の靴と熊本・天草』編著 国書刊行会 1983

## 参考
- 濱名 志松 （はまな しまつ） - ウェイバックマシン（2014年5月21日アーカイブ分）熊本県教育委員会
- 『天草・霊験の神々』著者紹介